# Ontzettend Dikke Ochtend Frank
Ontzettend Dikke Ochtend Frank (ook wel ODOF) was een radioprogramma van BNN op 3FM dat elke zaterdag  van 7 tot 10 uur en zondag van 6 tot 10 uur werd uitgezonden en gepresenteerd werd door Frank Dane.

## Uitzending in het Deens
Op zaterdag 9 juni 2012 speelde het Nederlands voetbalelftal tijdens het EK voetbal een wedstrijd tegen Denemarken. Vóór aanvang van de wedstrijd beloofde Frank Dane, die een Deense vader heeft, dat als Denemarken zou winnen, hij de volgende ochtend zijn hele programma vier uur lang in het Deens zou presenteren. Uiteindelijk won Denemarken op zaterdag 9 juni 2012 met 0-1 van Nederland en werd de ochtendshow op zondagochtend 10 juni 2012 eenmalig omgedoopt in Meget Tykke Morgen Fraenk.